# Parroquia de Warwick
Warwick es una de las nueve parroquias de Bermudas.
Su nombre rememora al aristócrata inglés Robert Rich, segundo Conde de Warwick (1587-1658).
Ocupa parte de la isla principal al sudeste del Great Sound, incluyendo varias islas menores. Limita con la parroquia de Southampton al sudoeste y con la de Paget al noreste.
Warwick Long Bay, ubicada en la parroquia de Warwick en la costa sur de Bermudas, es conocida por sus hermosas playas de arena rosa y aguas turquesas cristalinas. Esta playa, que se extiende por más de 0,8 kilómetros (0.5 millas), es una de las más largas de Bermudas.